# Salix niphoclada
Salix niphoclada är en videväxtart som beskrevs av Per Axel Rydberg. Salix niphoclada ingår i släktet viden, och familjen videväxter. Inga underarter finns listade i Catalogue of Life.